# Koser Jeweler Tennis Challenge
Il Koser Jewelers Pro Circuit Tennis Challenge è un torneo professionistico femminile di tennis giocato su campi in cemento. Fa parte dell'ITF Women's Circuit. Si gioca annualmente a Landisville negli Stati Uniti.

## Albo d'oro

### Singolare
| Anno     | Campionessa                              | Finalista                                | Punteggio                                |
| -------- | ---------------------------------------- | ---------------------------------------- | ---------------------------------------- |
| 2008     | Kristie Ahn                              | Rebecca Marino                           | 6–3, 2–6, 6–3                            |
| 2009     | Laura Granville                          | Petra Rampre                             | 6–2, 6–1                                 |
| 2010     | Alexandra Mueller                        | Kyle McPhillips                          | 6–2, 5–7, 6–0                            |
| 2011     | Robin Anderson                           | Bojana Bobusic                           | 6-2, 6-3                                 |
| 2012     | Piia Suomalainen                         | Elizabeth Lumpkin                        | 7–6(4), 6–1                              |
| 2013     | Alisa Klejbanova                         | Natalie Pluskota                         | 6–3, 6–0                                 |
| 2013 (2) | Madison Brengle (1)                      | Olivia Rogowska                          | 6–2, 6–0                                 |
| 2014     | Paula Kania                              | Ons Jabeur                               | 5–7, 6–3, 6–4                            |
| 2015     | Naomi Broady                             | Robin Anderson                           | 4–6, 6–4, 7–6(5)                         |
| 2016     | Laura Robson                             | Julia Elbaba                             | 6–0, 6–0                                 |
| 2017     | Vera Lapko                               | Anna Karolína Schmiedlová                | 4–6, 6–4, 7–6(4)                         |
| 2018     | Madison Brengle (2)                      | Kristie Ahn                              | 6–4, 1–0 rit.                            |
| 2019     | Madison Brengle (3)                      | Zhu Lin                                  | 6–4, 7–5                                 |
| 2020     | Annullato per la pandemia di coronavirus | Annullato per la pandemia di coronavirus | Annullato per la pandemia di coronavirus |
| 2021     | Nuria Párrizas Díaz                      | Greet Minnen                             | 7–6(6), 4–6, 7–6(7)                      |
| 2022     | Zhu Lin                                  | Elizabeth Mandlik                        | 6–2, 6–3                                 |
| 2023     | Wang Xinyu                               | Madison Brengle                          | 6–2, 6–3                                 |
| 2024     | McCartney Kessler                        | Olivia Gadecki                           | 4-6, 6–2, 6–4                            |
| 2025     | Petra Marčinko                           | Janice Tjen                              | 7-6(4), 3-6, 6-4                         |

### Doppio
| Anno     | Campionesse                                               | Finaliste                                                 | Punteggio                                                 |
| -------- | --------------------------------------------------------- | --------------------------------------------------------- | --------------------------------------------------------- |
| 2008     | Audra Cohen Heidi El Tabakh                               | Stefania Boffa Anna Fitzpatrick                           | 6–3, 7–6(3)                                               |
| 2009     | Olga Boulytcheva Magda Okruashvili                        | Whitney Jones Tiya Rolle                                  | 6(5)–7, 7–5, [10–7]                                       |
| 2010     | Gail Brodsky Alexandra Mueller (1)                        | Dianne Hollands Tiffany Welford                           | 4–6, 7–5, [10–2]                                          |
| 2011     | Chieh-yu Hsu (1) Nicola Slater                            | Brooke Rischbieth Storm Sanders                           | 7-5, 6-3                                                  |
| 2012     | Macall Harkins Chieh-yu Hsu (2)                           | Gabriela Dabrowski Alexandra Mueller                      | 6–3, 6–4                                                  |
| 2013     | María Fernanda Álvarez Terán Keri Wong                    | Brooke Austin Brooke Rischbieth                           | 2–6, 6–4, [10–5]                                          |
| 2013 (2) | Monique Adamczak Olivia Rogowska                          | Chanel Simmonds Emily Webley-Smith                        | 6–2, 6–3                                                  |
| 2014     | Jamie Loeb Sanaz Marand                                   | Lena Litvak Alexandra Mueller                             | 7–6(5), 6–1                                               |
| 2015     | Ivana Jorović Jessica Moore                               | Brynn Boren Nadja Gilchrist                               | 6–1, 6–3                                                  |
| 2016     | Freya Christie Laura Robson                               | Elise Mertens An-Sophie Mestach                           | 6–3, 6–4                                                  |
| 2017     | Sophie Chang (1) Alexandra Mueller (2)                    | Ksenia Lykina Emily Webley-Smith                          | 4–6, 6–3, [10–5]                                          |
| 2018     | Ellen Perez Arina Rodionova                               | Chen Pei-hsuan Wu Fang-hsien                              | 6–0, 6–2                                                  |
| 2019     | Vania King Claire Liu                                     | Hayley Carter Jamie Loeb                                  | 4–6, 6–2, [10–5]                                          |
| 2020     | Annullato per la pandemia di coronavirus                  | Annullato per la pandemia di coronavirus                  | Annullato per la pandemia di coronavirus                  |
| 2021     | Hanna Chang Alexa Glatch                                  | Samantha Murray Sharan Valeria Savinykh                   | 7–6(3), 3–6, [11–9]                                       |
| 2022     | Sophie Chang (2) Anna Danilina                            | Han Na-lae Jang Su-jeong                                  | 2–6, 7–6(4), [11–9]                                       |
| 2023     | Sophie Chang (3) Julija Starodubceva                      | Olivia Gadecki Mai Hontama                                | Walkover                                                  |
| 2024     | Cancellato a causa delle scarse condizioni meteorologiche | Cancellato a causa delle scarse condizioni meteorologiche | Cancellato a causa delle scarse condizioni meteorologiche |
| 2025     | Carmen Corley Ivana Corley                                | Ingrid Martins Simona Waltert                             | 4-6, 7-6(4), [12-10]                                      |